# 高金素梅
高金 素梅（こうきん そばい、1965年〈民国54年〉9月21日 - ）は、台湾の歌手、女優、政治家。無党団結聯盟所属の中華民国立法委員。
台中県和平郷出身。父親の金徳培は安徽省巣湖市出身の満洲族で愛新覚羅氏の後裔、母親は苗栗県泰安郷出身のタイヤル族である。歌手・女優の時代は金 素梅と名乗っていた。母親が先住民だったことから、先住民選挙区（山地原住民区）から選挙に出馬した。タイヤル族名、チワス・アリ（Ciwas Ali／吉娃斯阿麗）。

## 政治活動
政治的には泛藍連盟の親中派で、陳水扁政権が6,108億元でパトリオットミサイル PAC-3と改バーベル級潜水艦8隻を購入しようとした際には、これに反対。泛緑連盟が主張する住民投票による新憲法制定にも反対している。
2005年には来日し、駐日中国大使館の報道官も「関心を寄せている」とコメントするなど、日本国内外の反靖国の政治勢力と連動して靖国神社を批判する行動を取った。一連の行動については国内ではほとんど報道されなかったが、台湾独立派のラジオ局「台湾の声」などから批判の声が挙がった。また、国連本部でも反靖国・反軍国主義の抗議活動を行っている。
2004年、台北県烏来郷に1992年に設置された高砂義勇隊慰霊碑 (日本軍に従軍して戦死した高砂族の兵士を慰霊する碑) について「大日本帝国を賛美している」として撤去を主張し、台湾団結連盟（台聯）の日本支部などの反対を押し切り記念碑以外の撤去を実現。元義勇兵からの抗議に対しては、「奴らは日本の奴隷化教育を受けた連中」と発言し物議を醸した。なお義勇兵碑そのものは、日本から集まった義援金や台北県が土地を提供したことなどから、移転と言う形で落ち着いた。
以上のように、高金の政治ポリシーは反軍国主義であり、過激な行動が耳目を引くことがある。2009年には訪日して靖国神社の拝殿前で靖国神社反対活動を行い、拝殿に進入しようとしたメンバーが制止しようとした神社職員ともみ合いになり、その際職員数人を突き飛ばし、打撲などの軽傷を負わせたと報じられた。2011年8月に警視庁公安部は高金を書類送検した。高金は、抗議行動に参加したメンバーが日本側に暴行を加えたことは無く、逆に日本側により暴行を受けたと主張し、容疑を否認した。同年9月8日、東京地検は理由を明示せずに、高金を不起訴処分とした。
2015年9月、無党団結聯盟主席林炳坤とともに中国人民抗日戦争・世界反ファシズム戦争勝利70周年記念式典に出席する。
先住民の立場から蘭嶼の放射性廃棄物貯蔵施設反対運動、馬告国家公園反対運動などを指揮した。

## 学歴
- 台中県和平国小
- 臺中県和平国中
- 私立青年高級中学（中国語版）影視科

## 作品リスト

### アルバム
- 『山上的野薑花』（1982年）
- 『想想我記得我』（1984年）
- 『背叛風情』（1988年）
- 『卸粧』（1990年）
- 『多情痴心』（1992年）
- 『潮』（1994年）
- 『如初之心．丰采祝福精選』（2001年）
- 『鑽石佳人』（2001年）

### テレビドラマ
- 『挑夫』（1986年）
- 『不了情』（1989年）
- 『婉君表妹』（1990年）
- 『三朶花』（1990年）
- 『愛』（1990年）
- 『縁』（1992年）
- 『秦俑』（1993年）
- 『唖巴与新娘』（1999年）
- 『丈夫不見了』（1999年）

### 映画
- 『梅珍』（1987年）
- 『情與法』（1988年）
- 『江湖接班人』（1988年）
- 『ウェディング・バンケット』（1993年、原題：囍宴）
- 『将邪神剣』（1993年）
- 『女湯』（1999年）
- 『靖国 YASUKUNI』（2007年）

### 司会
- 点灯